# Франк Віґанд
Франк Віґанд (нім. Frank Wiegand, 15 березня 1943) — німецький плавець.
Призер Олімпійських Ігор 1968 року, учасник 1960, 1964 років.
Чемпіон Європи з водних видів спорту 1962, 1966 років.